# Pedro Afonso Anschau
Pedro Afonso Anschau (Três Passos, 1925 — Passo Fundo, 7 de setembro de 2011) foi um político brasileiro.
Foi eleito, em 3 de outubro de 1954, deputado estadual, pelo PRP, para a 39ª e 40ª Legislaturas da Assembleia Legislativa do Rio Grande do Sul, de 1955 a 1963 e de 1967 a 1975, sendo deputado federal entre 1964 e 1967.
Foi presidente da Assembleia Legislativa do Rio Grande do Sul entre abril de 1960 e abril de 1961. Assumiu o cargo de governador do Estado do RS por oito vezes nesse período, substituindo Leonel Brizola. Nessa época não existia o cargo do vice-governador, e o presidente da Assembleia era chamado a assumir na ausência do governador. Paralelamente, lançou a pedra fundamental para a construção da nova Assembleia Legislativa (atual Palácio Farroupilha), concretizando esse projeto.